# Гамов, Дмитрий Васильевич
Дмитрий Васильевич Гамов (1924, Песчанка, Полтавская губерния — 25 июня 1964, Песчанка, Харьковская область) — участник Великой Отечественной войны, понтонёр 103-го отдельного моторизированного понтонно-мостового батальона 1-й понтонно-мостовой бригады 46-й армии 2-го Украинского фронта, красноармеец. Герой Советского Союза.

## Биография
Родился в 1924 году в с. Песчанка Красноградского района Полтавского округа Полтавской губернии Украинской ССР СССР (ныне Красноградского района Харьковской области Украины) в семье крестьянина. Русский.
Окончил 7 классов, работал трактористом в колхозе.
В Красной Армии с сентября 1943 года, с ноября этого же года — в действующей армии на фронтах войны.
Понтонёр 103-го отдельного моторизированного понтонно-мостового батальона комсомолец рядовой Дмитрий Гамов в ночь на 5 декабря 1944 года при форсировании реки Дунай в районе южнее города Будапешт находился в расчёте гребцов на понтоне. Первым открыл огонь по врагу, с передовыми частями участвовал в захвате и удержании плацдарма на правом берегу реки.
После войны вернулся на родину, работал председателем колхоза и в районном отделе заготовок.
Умер 25 июня 1964 года. Похоронен в родном селе.

## Награды
- Звание Героя Советского Союза присвоено 24 марта 1945 года[1].
- Награждён орденом Ленина и медалями.

## Память
- На родине Героя установлена мемориальная доска.
- На могиле Гамова в 1973 году был установлен памятник[2].